# زهره شکوفنده
زهره شکوفنده (زادهٔ ۳۰ خرداد ۱۳۲۹ در تهران) صداپیشهٔ ایرانی است. او علاوه بر صداپیشگی مدیر دوبلاژ نیز بوده است.
جدیدترین دوبله اش دوبله بجای نقش چولین در سریال فرمانروا ته جویونگ بوده است

## زندگی
زهره شکوفنده به سالِ ۱۳۲۹ در تهران متولد شد و دارای اصالتی کرمانشاهی است. سال ۱۳۳۴ در پنج سالگی توسط دختر عمه‌اش بدری نوراللهی برای گویندگی به‌جای بچه‌ها به عرصه دوبله پا گذاشت و در فیلمی به نام «ولگردها» گویندگی کرد. سپس در سال ۱۳۳۵ با گویندگی در فیلم «دختر نمکزار» دوبله را زیر نظر هوشنگ لطیف‌پور آموخت. پدرش حشمت‌الله شکوفنده گوینده بود و برادرش شهرام شکوفنده هم به‌جای بچه‌ها حرف می‌زد. همچنین منوچهر اسماعیلی دوبلور برجسته و فریدون اسماعیلی گوینده رادیو، پسر عمه‌هایش می‌باشند. برادر دیگرش کامبیز شکوفنده نیز در کار دوبله مشغول است.
در شانزده سالگی به پیشنهاد هوشنگ لطیف‌پور برای اینکه کارش فقط به گویندگی به‌جای بچه‌ها منحصر نشود، مدتی گویندگی نکرد تا صدایش شکل بگیرد و مناسب گفتن نقش‌های عادی شود. زهره شکوفنده اوایل انقلاب در فیلم‌های ویدئویی که در مستر فیلم و تحت مدیریت ایرج ناظریان دوبله می‌شد، در نقش‌های ماندگار صحبت کرد.
در فیلم «سیبل» زهره شکوفنده به‌جای سالی فیلد حرف زد که نقش دختری با پنج شخصیت متفاوت روانی را بازی کرده بود. شکوفنده با توجه به کار دشواری که در این فیلم داشت، توانست توانایی‌هایش را در عرصهٔ دوبله به رخ بکشد. یکی دیگر از بهترین نمونه‌های گویندگی زهره شکوفنده در فیلم «بن‌بست» بود که نقش مهمی در جلوه کردن بازی مری آپیک داشت و نقش زهره شکوفنده را در چشمگیر بودن این نقش نمی‌توان نادیده گرفت. گویندگی به‌جای پایپر لوری در «بیلیاردباز»، کتی بیتس در «میزری»، گوگوش در «بی‌تا»، فخری خوروش در «سوته‌دلان»، فریماه فرجامی در «سرب» و «مادر»، فریبا کوثری در «دندان مار»، شخصیت‌های مونیک در سریال «ارتش سری»، مری در سریال «در برابر باد»، سیندرلا در کارتون «سیندرلا» و جودی ابوت در کارتون «بابا لنگ‌دراز» از دیگر کارهای شاخص و به‌یادماندنی وی در عرصهٔ دوبله هستند.
در سال‌های اخیر و پس از درگذشت ژاله کاظمی، فهیمه راستکار، تاجی احمدی، مهین کسمایی و نیکو خردمند، عزلت نشینی رفعت هاشم‌پور و همچنین انزوای ناخواسته شهلا ناظریان پس از بیماری سختش، بار دوبله بسیاری از نقش‌های شاخص به عهده شکوفنده بوده است. با اینکه در سال‌های پیش از انقلاب، هیچ‌گاه صدایش روی بازیگران بزرگ و معروف سینما به‌طور ثابت شنیده نمی‌شد، اما همواره از چهل سال پیش تاکنون جایگزین مناسبی بوده است.
او در فیلم‌ها و مجموعه‌های تلویزیونی خارجی و ایرانی به‌جای بازیگران مطرح گویندگی نموده و در بسیاری از موارد علاوه بر صداپیشگی، مدیر دوبلاژ نیز بوده است.
صدای او را نسل‌های گوناگون شنیده‌اند و از آن خاطره دارند، از زمان دوبله «اشک‌ها و لبخندها» و «رومئو و ژولیت» گرفته تا سریال «پزشک دهکده».
زهره شکوفنده سال‌ها در دوبله همزمان در جشنواره کودک حضور داشته است.

## فیلم‌های خارجی
- کتابفروشی به جای  امیلی مورتیمر

الگو:یک ستونه
- کوه میان ما (۲۰۱۷) به جای کیت وینسلت
- الیزابث (۱۹۹۸) به‌جای کیت بلانشت در نقش ملکه الیزابت یکم
- از وهم تا وحشت (۲۰۰۰) به‌جای کیت بلانشت
- مورد عجیب بنجامین باتن (۲۰۰۸) به‌جای کیت بلانشت
- رابین هود (۲۰۱۰) به‌جای کیت بلانشت در نقش دوشیزه ماریان
- هابیت: یک سفر غیرمنتظره (۲۰۱۲) به‌جای کیت بلانشت در نقش گالادریل
- هابیت: برهوت اسماگ (۲۰۱۳) به‌جای کیت بلانشت در نقش گالادریل
- هابیت: نبرد پنج سپاه (۲۰۱۴) به‌جای کیت بلانشت در نقش گالادریل
- سیندرلا (۲۰۱۵) به‌جای کیت بلانشت در نقش نامادری
- ثور: راگناروک (۲۰۱۷) به‌جای کیت بلانشت در نقش هلا
- گزارش پلیکان (۱۹۹۳) به‌جای جولیا رابرتس در نقش داربی شا
- نامادری (۱۹۹۸) به‌جای جولیا رابرتس در نقش ایزابل کلی
- عروس فراری (۱۹۹۹) به‌جای جولیا رابرتس در نقش مگی کارپنتر
- ناتینگ هیل (۱۹۹۹) به‌جای جولیا رابرتس در نقش آنا اسکات
- یازده یار اوشن (۲۰۰۱) به‌جای جولیا رابرتس در نقش تس اوشن
- اعترافات یک ذهن خطرناک (۲۰۰۲) به‌جای جولیا رابرتس در نقش پاتریشا واتسون
- لبخند مونا لیزا (۲۰۰۳) به‌جای جولیا رابرتس در نقش کاترین آن واتسون
- دورویی (۲۰۰۹) جولیا رابرتس در نقش کلر استنویک
- اعجوبه (۲۰۱۷) به جای جولیا رابرتس در نقش ایزابل پولمن
- زندگی یا چیزی شبیه به آن (۲۰۰۲) به‌جای آنجلینا جولی در نقش لانی کریگان
- آقا و خانم اسمیت (۲۰۰۵) به‌جای آنجلینا جولی در نقش جین اسمیت
- تحت تعقیب (۲۰۰۷) به‌جای آنجلینا جولی در نقش فاکس
- بئوولف (۲۰۰۷) به جای آنجلینا جولی در نقش مادر گرندل
- بچه جایگزین (۲۰۰۸) به جای آنجلینا جولی در نقش کریستین کالینز
- توریست (۲۰۱۰) به‌جای آنجلینا جولی در نقش الیس کلفتین وارد
- سالت (۲۰۱۰) به‌جای آنجلینا جولی در نقش اولین سالت
- مالفیسنت (۲۰۱۴) به‌جای آنجلینا جولی در نقش ملفیسنت
- مالفیسنت: سردسته اهریمنان (۲۰۱۹) به جای آنجلینا جولی در نقش ملفیسنت
- نل (۱۹۹۴) به‌جای جودی فاستر در نقش نل کلتی
- تماس (۱۹۹۷) به‌جای جودی فاستر در نقش دکتر الی آرووی
- نقشه پرواز (۲۰۰۵) به‌جای جودی فاستر در نقش کایل پرت
- عجیب‌تر از داستان ۲۰۰۶ به جای اما تامپسون در نقش کارن آیفل
- شجاع (۲۰۰۷) به‌جای جودی فاستر در نقش اریکا بین
- جزیره نیم (۲۰۰۸) به‌جای جودی فاستر در نقش الکساندرا روور
- بازگشت بتمن (۱۹۹۲) به‌جای میشل فایفر در نقش زن گربه‌ای
- گرگ (۱۹۹۴) به‌جای میشل فایفر در نقش لورا
- من سم هستم (۲۰۰۱) به‌جای میشل فایفر در نقش ریتا هریسون
- قتل در قطار سریع‌السیر شرق (۲۰۱۷) به‌جای میشل فایفر در نقش کارولین
- سیبل (۱۹۷۶) به‌جای سالی فیلد در نقش سی‌بل
- خانم داوت‌فایر (۱۹۹۳) به‌جای سالی فیلد
- مرد عنکبوتی شگفت‌انگیز ۲ (۲۰۱۴) به‌جای سالی فیلد در نقش می پارکر
- هشت نفرت‌انگیز (۲۰۱۵) به جای جنیفر جیسن لی در نقش دیزی دامرگو
- خشم تایتان‌ها (۲۰۱۲) به جای رزمند پایک در نقش اندرومده
- سفید برفی و شکارچی (۲۰۱۲) به جای شارلیز ترون در نقش ملکه راونا
- آواتار (۲۰۰۹) به جای سیگورنی ویور در نقش گریس
- کتاب جنگل (۲۰۱۶) به جای اسکارلت جوهانسون در نقش کا
- بیل را بکش: بخش ۱ (۲۰۰۳) به جای اوما تورمن
- بیل را بکش: بخش ۲ (۲۰۰۴) به جای اوما تورمن
- بی‌خواب در سیاتل (۱۹۹۳) به‌جای مگ رایان
- بوسه فرانسوی (۱۹۹۵) به‌جای مگ رایان
- شهر فرشته‌ها (۱۹۹۸) به‌جای مگ رایان
- ایمیل داری (۱۹۹۸) به‌جای مگ رایان
- کیت و لئوپولد (۲۰۰۱) به‌جای مگ رایان
- جهان گمشده: پارک ژوراسیک (۱۹۹۷) به جای جولیان مور
- هانیبال (۲۰۰۱) به‌جای جولیان مور در نقش کلاریس استارینگ
- بدون توقف (۲۰۱۴) به‌جای جولیان مور در نقش جن سامرز
- هنوز آلیس (۲۰۱۴) به‌جای جولیان مور در نقش دکتر آلیس هالند
- طراح مراسم ازدواج (۲۰۰۱) به‌جای جنیفر لوپز در نقش ماری
- خدمتکاری در منهتن (۲۰۰۲) به‌جای جنیفر لوپز در نقش ماریسا ونتورا
- پارکر (۲۰۱۳) به‌جای جنیفر لوپز در نقش لزلی
- مادر (۲۰۲۳) به جای جنیفر لوپز در نقش مادر
- خواستگاری (۲۰۰۹) به‌جای ساندرا بولاک
- جاذبه (۲۰۱۴) به‌جای ساندرا بولاک
- بحران برند ماست (۲۰۱۵) به‌جای ساندرا بولاک در نقش جین
- آرزوهای بزرگ (۱۹۴۶) به‌جای جین سیمونز و والری هابسون در نقش استلا (در کودکی و بزرگسالی)
- خرقه / ردا (۱۹۵۳) به‌جای جین سیمونز در نقش دیانا
- کشور بزرگ (۱۹۵۸) به‌جای جین سیمونز
- دور از اجتماع خشمگین (۱۹۶۷) به‌جای جولی کریستی در نقش بثشیبا
- قدرت (۱۹۸۶) به‌جای جولی کریستی در نقش الن
- هملت (۱۹۹۶) جولی کریستی در نقش گرترود
- شاهد عینی (فیلم ۱۹۷۰) به‌جای سوزان جرج
- سگ‌های پوشالی (۱۹۷۱) به‌جای سوزان جرج در نقش ایمی سامنر
- مری شیطونه، لاری دیوونه (۱۹۷۴) به‌جای سوزان جرج در نقش مری
- خلیج ببر (فیلم) (۱۹۵۹) به‌جای هیلی میلز
- تله والدین (فیلم ۱۹۶۱) به‌جای هیلی میلز
- جنگل آسفالت (۱۹۵۰) به‌جای مریلین مونرو
- خارش هفت‌ساله (۱۹۵۵) به‌جای مریلین مونرو
- بدرود خوشگل من (۱۹۷۵) به‌جای شارلوت رمپلینگ در نقش هلن
- ارکا (۱۹۷۷) به‌جای شارلوت رمپلینگ
- پرندگان (۱۹۶۳) به‌جای تیپی هدرن در نقش ملانی دانیلز
- مارنی (۱۹۶۴) به‌جای تیپی هدرن در نقش مارنی ادگار
- سرگذشت نارنیا: شیر، کمد و جادوگر (۲۰۰۵) به‌جای تیلدا سوئینتن در نقش جادوگر سفید
- هتل بزرگ بوداپست (۲۰۱۴) به‌جای تیلدا سوئینتن در نقش مادام دی؛ و به‌جای لئا سیدو در نقش کلوتیلد
- انتقام‌جویان: پایان بازی (۲۰۱۹) به جای تیلدا سوئینتن در نقش انشنت وان
- نقشه فرار (۲۰۱۳) به‌جای امی رایان در نقش اَبیگیل راس
- پل جاسوس‌ها (۲۰۱۵) به‌جای امی رایان در نقش مری مک‌کنا داناوان
- دنیای ژوراسیک به‌جای برایس دالاس هاوارد
- نابودگر: رستگاری به‌جای برایس دالاس هاوارد
- هری پاتر و محفل ققنوس (۲۰۰۷) به جای ایملدا استنتون در نقش دلورس آمبریج
- هری پاتر و یادگاران مرگ - قسمت اول (۲۰۱۰) به جای ایملدا استنتون در نقش دلورس آمبریج
- مرد مورچه‌ای (۲۰۱۵) به‌جای اوانجلین لیلی
- مرد مورچه‌ای و زنبورک (۲۰۱۸) به‌جای اوانجلین لیلی
- خرابکاری (۱۹۳۶) به‌جای سیلویا سیدنی در نقش سیلویا
- جادوگر شهر آز (۱۹۳۹) به‌جای جودی گارلند در نقش دوروتی گیل
- خبرنگار خارجی (۱۹۴۰) به‌جای لارین دی در نقش کارول
- دیکتاتور بزرگ (۱۹۴۰) به‌جای پائولت گدارد در نقش هانا
- همشهری کین (۱۹۴۱) به‌جای دوروتی کومینگور در نقش سوزان الکساندر
- چراغ گاز (۱۹۴۴) به‌جای اینگرید برگمن در نقش پائولا
- شین (۱۹۵۳) به‌جای جین آرتور در نقش ماریون استار
- آپاچی (۱۹۵۴) به‌جای جین پیترز
- آتیلا (۱۹۵۴) به‌جای سوفیا لورن در نقش اونوریا
- اتللو (۱۹۵۵) به‌جای ایرینا اسکوبتسوا در نقش دزدمونا
- بابا لنگ‌دراز (۱۹۵۵) به‌جای لسلی کارون در نقش جولی
- شرق بهشت (فیلم) (۱۹۵۵) به‌جای جولی هریس در نقش آبرا
- شورش بی‌دلیل (۱۹۵۵) به‌جای ناتالی وود در نقش جودی
- گوژپشت نتردام (۱۹۵۶) به‌جای جینا لولوبریجیدا در نقش اسمرالدا
- توت فرنگی‌های وحشی (۱۹۵۷) به‌جای بیبی آندرشون در نقش سارا
- سریر خون (۱۹۵۷) به‌جای ایسوزو یامادا در نقش بانو آساجی
- سرگیجه (۱۹۵۸) به‌جای کیم نواک در نقش مادلن
- شجاعان (۱۹۵۸) به‌جای جوآن کالینز در نقش جوزفا
- نشانی از شر (۱۹۵۸) به‌جای جنت لی
- تقلید زندگی (۱۹۵۹) به‌جای سوزان کنر در نقش سارا جین
- خاطرات آنه فرانک (۱۹۵۹) به‌جای ملی پرکینس در نقش آن فرانک
- وارلاک (فیلم ۱۹۵۹) به‌جای دوروتی مالون
- بیلیاردباز (۱۹۶۱) به‌جای پایپر لوری در نقش سارا پاکارد
- یه عالمه معجزه (۱۹۶۱) در ایران: «معجزهٔ سیب» به‌جای هوپ لانگ در نقش کوئینی مارتین
- چهار نفر عازم تگزاس (۱۹۶۳) به‌جای آنیتا اکبرگ در نقش الیا
- قاتلین (۱۹۶۴) به‌جای آنجی دیکینسون در نقش شیلا فار
- اشک‌ها و لبخندها (۱۹۶۵) به‌جای شارمین کار در نقش لیزل فون تراپ
- رومئو ژولیت (۱۹۶۸) به‌جای الیویا هاسی در نقش ژولیت
- دسته سیسیلی‌ها (۱۹۶۹) به‌جای ایرنه دمیک در نقش ژان مانالزه
- فرودگاه (۱۹۷۰) به‌جای ژاکلین بیسه در نقش گون
- آفتاب سرخ (۱۹۷۱) به‌جای اورزولا اندرس
- مترسک (۱۹۷۳) به‌جای دوروتی تریستان
- توطئه خانوادگی (۱۹۷۶) به‌جای باربارا هریس در نقش بلانش
- شبکه (۱۹۷۶) به‌جای فی داناوی در نقش دایانا
- کینگ کُنگ (۱۹۷۶) به‌جای جسیکا لنگ
- ماراتن من (۱۹۷۶) به‌جای مارثه کلر
- تلفن (۱۹۷۷) به‌جای لی رمیک در نقش باربارا
- جنگ ستارگان(۱۹۷۷) به‌جای کری فیشر در نقش پرنسس لیا
- سوپرمن (۱۹۷۸) به‌جای مارگوت کیدر
- شکارچی گوزن (۱۹۷۸) به‌جای مریل استریپ در نقش لیندا
- کاروان‌ها (۱۹۷۸) به‌جای جنیفر اونیل
- سندروم چین (۱۹۷۹) به‌جای جین فوندا
- آخرین مترو (۱۹۸۰) به‌جای کاترین دنو
- گذرگاهی به هند (۱۹۸۴) به‌جای جودی دیویس در نقش آدلا
- ایندیانا جونز و معبد مرگ (۱۹۸۴) به جای کیت کپشا
- رقصنده با گرگ‌ها (۱۹۹۰) به‌جای مری مکدانل در نقش ایستاده با مشت
- روح (۱۹۹۰) به‌جای ووپی گلدبرگ در نقش ادا
- میزری (۱۹۹۰) به‌جای کتی بیتس در نقش آنی ویلکس
- غرب رد راک (۱۹۹۳) به‌جای لارا فلین بویل در نقش سوزان
- اتاق ماروین (۱۹۹۶) به‌جای دایان کیتون در نقش بسی
- رونین (۱۹۹۸) به‌جای ناتاشا مک‌الهون در نقش دیردره
- نقاب زورو (۱۹۹۸) به‌جای کاترین زیتا جونز
- اسلپی و وروجک‌ها (۱۹۹۸) به‌جای جنیفر کولیج در نقش هریِت (دوبله صداوسیما)
- سه نینجا: جنجال در مگامانتین (۱۹۹۸) به‌جای لونی اندرسون در نقش مدوسا راجرز
- بوسه اژدها (۲۰۰۱) به‌جای بریجیت فوندا در نقش جسیکا
- عمل بد (۲۰۰۲) به‌جای میلا یوویچ در نقش ارین
- هالک (۲۰۰۳) به‌جای جنیفر کانلی
- نوح (۲۰۱۴) به جای جنیفر کانلی در نقش همسر نوح
- تروآ (۲۰۰۴) به‌جای دیانه کروگر در نقش هلن
- استرالیا (۲۰۰۸) به‌جای نیکول کیدمن
- جعبه (۲۰۰۹) به‌جای کامرون دیاز
- سخنرانی پادشاه (۲۰۱۰) به‌جای هلنا بونهام کارتر در نقش الیزابت
- یادآوری کامل (۲۰۱۲) به‌جای جسیکا بیل
- بابادوک (۲۰۱۴) به‌جای اسی دیویس در نقش املیا
- چشمان بزرگ (۲۰۱۴) به‌جای ایمی آدامز در نقش مارگارت
- ۳ روز برای کشتن (۲۰۱۴) به‌جای کانی نیلسن در نقش کریستین
- افسانه (۲۰۱۵) به‌جای امیلی براونینگ
- زیبایی موازی (۲۰۱۶) به‌جای کیت وینسلت در نقش کلر
- سالی (۲۰۱۶) به‌جای لورا لینی در نقش لورین
- مکس استیل (فیلم) (۲۰۱۶) به‌جای ماریا بلو در نقش مالی
- با استعداد (۲۰۱۷) به‌جای لینزی دانکن در نقش اولین
- سه بیلیورد خارج از ابینگ میزوری (۲۰۱۷) به‌جای فرانسیس مک‌دورمند در نقش میلدرِد هِیز
- تلقین (۲۰۱۰) به‌جای ماریون کوتیار در نقش مال
- سریع و خشمگین ۶ به‌جای جینا کارانو
- نابودگر ۲: روز داوری (۱۹۹۱) به‌جای لیندا همیلتون در نقش سارا کانر
- یک پلیس و نصفی : استخدام جدید به‌جای جنت کیدر در نقش نوواک
- بازگشت طولانی .......(۱۹۷۵)لین فردریک
- آهنگ قلب من ....... کارینا کاپور
- تلاش ....... کارینا کاپور
- گاهی خوشی گاهی غم (۲۰۰۲) ....... کارینا کاپور
- بادیگارد (۲۰۱۱) ....... کارینا کاپور
- عشق خطرناک (۲۰۱۲) ....... کاریسما کاپور
- آرزو (۱۹۹۹) .....مادهوری دیکشیت
- دوداس (۲۰۰۲) ....... مدوری دیکشیت
- مونا قلدره (۲۰۰۳) ....... گریسی سینگ
- خاکی (۲۰۰۴) .......آیشواریا رای
- پسران هندی (۲۰۱۱) ....... دیپیکا پادوکونه
- انگلیش وینگلیش (۲۰۱۲) ....... سری دوی
- کریش ۳ (۲۰۱۳) ....... کانگانا رانوت
- پسر سردار .......جوهی چاولا

1. اوج (۲۰۰۵)
2. ترس روی شهر (۲۰۰۵)
3. شوهر ایتالیایی (۲۰۰۴)
4. طلاق با عشق (۲۰۰۳)
5. جسارت (۲۰۰۳)
6. شیاد (۲۰۰۲)
7. خاطرات (۲۰۰۱)
8. دزدان (۲۰۰۱)
9. مرد شهر (۲۰۰۱)
10. خاطرات (۲۰۰۱) به عنوان سرپرست گویندگان
11. شکلات (۲۰۰۰)
12. این کودک را دعا کنید (۲۰۰۰)
13. به دل بگو چه کار کنه (۱۹۹۹)
14. آوای قلب‌ها (۱۹۹۹)
15. نامه‌هایی از یک قاتل (۱۹۹۸)
16. گلوریا (۱۹۹۸)
17. از اعماق (۱۹۹۷)
18. آزار (۱۹۹۷) به عنوان سرپرست گویندگان
19. گناه (۱۹۹۲)
20. بابا لنگ دراز (۱۹۹۰)
21. کوه‌نشین (آخرین مرد) (۱۹۸۶)
22. ضارب (۱۹۸۳)
23. قهرمان (۱۹۹۲)
24. بازگشت پسرها (لورا فریزر/کیتی)
25. اژدهای پیت (برایس دالاس هاوارد/گریس)

## فیلم‌های ایرانی
الگو:یک ستونه
- فیل و فنجان (۱۳۴۵) به‌جای گوگوش
- گدایان تهران (۱۳۴۵) به‌جای گوگوش
- چهار خواهر (۱۳۴۶) به‌جای گوگوش
- در جستجوی تبهکاران (۱۳۴۶) به‌جای گوگوش
- دروازه تقدیر (۱۳۴۶) به‌جای گوگوش
- ستاره هفت آسمان (۱۳۴۷) به‌جای گوگوش
- سه دیوانه (۱۳۴۷) به‌جای گوگوش در نقش پروانه
- شب فرشتگان (۱۳۴۷) به‌جای گوگوش
- گناه زیبایی (۱۳۴۸) به‌جای گوگوش
- جنجال عروسی (۱۳۴۹) به‌جای گوگوش
- طوقی (۱۳۴۹) به‌جای آفرین در نقش طوبی
- لیلی و مجنون (۱۳۴۹) به‌جای آفرین در نقش لیلی
- قصاص (۱۳۵۰) به‌جای گوگوش
- کاکو (۱۳۵۰) به‌جای آفرین
- میعادگاه خشم (۱۳۵۰) به‌جای نگین
- آب نبات چوبی (۱۳۵۱) به‌جای نوری کسرایی
- بابا نان داد (۱۳۵۱) به‌جای سپیده
- بلوچ (۱۳۵۱) به‌جای بهارک
- بی‌تا (۱۳۵۱) به‌جای گوگوش در نقش بیتا
- تولدت مبارک (۱۳۵۱) به‌جای وجستا
- غریبه (۱۳۵۱) به‌جای نگار
- بی‌قرار (۱۳۵۲) به‌جای سپیده در نقش کبری
- جبار سرجوخه فراری (۱۳۵۲) به‌جای دلارام
- زن باکره (۱۳۵۲) به‌جای ارغوان
- خروس (۱۳۵۲) به‌جای سپیده
- خیالاتی (۱۳۵۲) به‌جای گوگوش
- سر گروهبان (۱۳۵۱) به‌جای لیدا دانشور
- شیخ صالح (۱۳۵۲) به‌جای سپیده
- عیالوار (۱۳۵۲) به‌جای نگار
- کافر (۱۳۵۲) به‌جای پونه
- مکافات (۱۳۵۲) به‌جای مستانه جزایری
- آب (۱۳۵۳) به‌جای سپیده
- الکی خوش (۱۳۵۳) به‌جای نوش‌آفرین
- این دست کجه (۱۳۵۳) به‌جای شورانگیز طباطبایی
- بزن بریم دزدی (۱۳۵۳) به‌جای آرام
- بنده خدا (۱۳۵۳) به‌جای هاله
- مراد برقی و هفت دخترون (۱۳۵۳) به‌جای نگار
- میرم بابا بخرم (۱۳۵۳) به‌جای ملوسک
- ناجورها (۱۳۵۳) به‌جای ثریا حکمت
- هیاهو (۱۳۵۳) به‌جای سپیده
- آلوده (۱۳۵۴) به‌جای آرام در نقش پری
- اضطراب (۱۳۵۴) به‌جای سپیده
- شاهرگ (۱۳۵۴) به‌جای نوری کسرایی
- شب غریبان (۱۳۵۴) به‌جای گوگوش در نقش رضا!
- صدای صحرا (۱۳۵۴) به‌جای مریم زندی
- عمو فوتبالی (۱۳۵۴) به‌جای گلی زنگنه
- فاصله (۱۳۵۴) به‌جای آیلین ویگن
- کمین (۱۳۵۴) به‌جای سپیده
- کینه (۱۳۵۴) به‌جای طوطی سلیمی
- ممل آمریکائی (۱۳۵۳) به‌جای گوگوش در نقش نسرین
- نی‌زار (۱۳۵۴) به‌جای آرام
- هدف (۱۳۵۴) به‌جای دینامیک
- هوس (۱۳۵۴) به‌جای سپیده
- بی‌گناه (۱۳۵۵) به‌جای سپیده
- بی‌نشان (۱۳۵۵) به‌جای سپیده
- پیش‌کسوت (۱۳۵۵) به‌جای هاله
- جاهل و رقاصه (۱۳۵۵) به‌جای روشنک صدر
- جایزه (۱۳۵۵) به‌جای روشنک صدر در نقش پری
- رامشگر (۱۳۵۵) به‌جای روشنک صدر
- سینه‌چاک (۱۳۵۵) به‌جای گلی زنگنه
- شیر خفته (۱۳۵۵) به‌جای آرام
- علف‌های هرز (۱۳۵۵) به‌جای آیلین ویگن
- قادر (۱۳۵۵) به‌جای روشنک صدر
- قاصدک (۱۳۵۵) به‌جای نوش‌آفرین
- نازنین (۱۳۵۵) گوگوش در نقش نیر
- بوی گندم (۱۳۵۶) به‌جای آیلین ویگن
- تازه عروس (۱۳۵۶) به‌جای ملوسک
- حرمت رفیق (۱۳۵۶) به‌جای سپیده
- خاتون (۱۳۵۶) به‌جای هاله
- زن (۱۳۵۶) به‌جای سپیده
- سوته‌دلان (۱۳۵۶) به‌جای فخری خوروش در نقش فروغ‌الزمان (با لهجه شیرازی)
- شب زخمی (۱۳۵۶) به‌جای شهرزاد آرمانی
- شارلوت به بازارچه می‌آید (۱۳۵۶) به‌جای نوری کسرایی
- ماهی‌ها در خاک می‌میرند (۱۳۵۶) به‌جای آیلین ویگن
- هزار بار مردن (۱۳۵۶) به‌جای ملوسک
- بن‌بست (۱۳۵۷) به‌جای مری آپیک در نقش دختر جوان
- پرواز در قفس (۱۳۵۷) به‌جای فرزانه داوری
- لبه تیغ (۱۳۵۷) به‌جای جوانه جلیلوند
- عصیانگران (۱۳۶۰) به‌جای نگین
- مرز (۱۳۶۰) به‌جای آهو خردمند
- برزخی‌ها (۱۳۶۱) به‌جای ثریا حکمت
- عفریت (۱۳۶۱) به‌جای آهو خردمند
- تفنگدار (۱۳۶۲) به‌جای آهو خردمند
- جنجال بزرگ (۱۳۶۳) به‌جای ثریا حکمت
- شب‌شکن (۱۳۶۳) به‌جای پوراندخت مهیمن
- گل‌های داودی (۱۳۶۳) به‌جای هیلدا پیرزاد
- مردی که زیاد می‌دانست (۱۳۶۳) به‌جای شیرین گلکار
- میلاد (۱۳۶۳) به‌جای مینو ابریشمی
- جدال (۱۳۶۴) به‌جای فاطمه معتمدآریا
- سمندر (۱۳۶۴) به‌جای ثریا حکمت
- بگذار زندگی کنم (۱۳۶۵) به‌جای محبوبه بیات
- تشکیلات (۱۳۶۵) به‌جای افسانه بایگان
- تصویر آخر (۱۳۶۵) به‌جای ثریا حکمت
- جدال در تاسوکی (۱۳۶۵) به‌جای ثریا حکمت
- دبیرستان (۱۳۶۵) به‌جای افسانه بایگان
- سراب (۱۳۶۵) به‌جای محبوبه بیات
- معما (۱۳۶۵) به‌جای پوراندخت مهیمن
- ناخدا خورشید (۱۳۶۵) به‌جای پروانه معصومی در نقش خاتون (با لهجه آبادانی)
- گل مریم (۱۳۶۶) به‌جای پوراندخت مهیمن
- محموله (۱۳۶۶) به‌جای فاطمه معتمدآریا
- مکافات (۱۳۶۶) به‌جای افسانه بایگان
- در مسیر تندباد (۱۳۶۷) به‌جای فرزانه کابلی
- سرب (۱۳۶۷) به‌جای فریماه فرجامی در نقش مونس
- شاخه‌های بید (۱۳۶۷) به‌جای گوهر خیراندیش
- دزد عروسک‌ها (۱۳۶۸) به‌جای آزیتا حاجیان
- دندان مار (۱۳۶۸) به‌جای فریبا کوثری در نقش فاطمه (با لهجه آبادانی)
- پرواز پنجم ژوئن (۱۳۶۸) به جای هایده حائری
- دو سرنوشت (۱۳۶۸) به‌جای محبوبه بیات
- ساوالان (۱۳۶۸) به‌جای  فاطمه صادقی
- کاکلی (۱۳۶۸) به‌جای فرزانه کابلی
- مادر (۱۳۶۸) به‌جای فریماه فرجامی در نقش ماه‌منیر
- مرگ پلنگ (۱۳۶۸) به‌جای فریبا کوثری
- ابلیس (۱۳۶۹) به‌جای فریبا کوثری
- سفر جادویی (۱۳۶۹) به‌جای آزیتا حاجیان
- عروس حلبچه (۱۳۶۹) به‌جای پریوش نظریه
- امید (۱۳۷۰) به‌جای نسرین مقانلو
- برخورد (۱۳۷۰) به جای هایده حائری
- پرنده آهنین (۱۳۷۰) به‌جای رؤیا نونهالی
- دیدار در استانبول (۱۳۷۰) به‌جای رؤیا نونهالی
- مأموریت آقای شادی (۱۳۷۱) به‌جای پوراندخت مهیمن
- آرایش مرگ (۱۳۷۳) به‌جای گلچهره سجادیه
- تجارت (۱۳۷۳)
- روز دیدنی (۱۳۷۳) به‌جای ثریا حکمت
- مجازات (۱۳۷۳) به‌جای افسانه بایگان
- مروارید سیاه (۱۳۷۳) به‌جای شهره لرستانی
- پنجه در خاک (۱۳۷۶) به‌جای افسانه بایگان (با لهجه کرمانشاهی)
- زخمی (۱۳۷۷) به‌جای افسانه بایگان
- شبیخون (۱۳۷۷) به‌جای افسانه بایگان
- عشق بدون مرز (۱۳۷۷) به‌جای ایزابل داهلین
- شیرین (۱۳۸۷) در نقش مهین بانو (فقط صدا)
- جرم (۱۳۸۹) به‌جای شبنم درویش در نقش ملیحه

## انیمیشن
- دلیر (۲۰۱۲) در نقش ملکه الینار
- رنگو (۲۰۱۱) در نقش لوبیا
- مینیون‌ها (۲۰۱۵) در نقش اسکارلت اورکیل
- سفیدبرفی و هفت کوتوله (۱۹۳۷، والت دیزنی) در نقش سفیدبرفی
- بامبی (۱۹۴۲، والت دیزنی) در نقش گل (بچه راسو)
- سیندرلا (۱۹۵۰، والت دیزنی) در نقش سیندرلا
- زیبای خفته (۱۹۵۹، والت دیزنی) در نقش پرنسس اُرورا
- کیمبا شاه سفید (۱۹۶۵) در نقش کیمبا
- گربه‌های اشرافی (۱۹۷۰، والت دیزنی)، دوبله دوم، در نقش دوشس
- علاءالدین و چراغ جادو (۱۹۷۰) در نقش علاءالدین در کودکی
- خانوادهٔ دی (۱۹۷۴، هانا-باربرا) در نقش مارتا دی
- رامکال (۱۹۷۷، نیپون انیمیشن) در نقش آلیس استیونسون
- افسانهٔ توشیشان (۱۹۸۱) به‌عنوان راوی
- بابا لنگ‌دراز (۱۹۹۰، نیپون انیمیشن) در نقش جودی ابوت

## مجموعه تلویزیونی خارجی
- خانواده جدید (محصول کره جنوبی) به جای کیم نام جو در نقش چو یون‌هی
- محله پیتون به جای میا فارو در نقش آلیسون مکنزی
- پدر مجرد (محصول ژاپن ۱۹۷۶) در نقش شوئیچی
- در برابر باد به جای مری لارکین در نقش مِری مالوِین
- ارتش سری به جای آنجلا ریچاردز در نقش مونیک
- جواهری در قصر (محصول کره جنوبی) به جای هنگ ری نا در نقش چویی گیوم‌یونگ (۲۰۰۳)
- امپراتور دریا (محصول کره جنوبی) به جای چه شی را در نقش بانو جمی (۲۰۰۴)
- پزشک دهکده به جای جین سیمور در نقش دکتر مایکلا کوئین (و مدیر دوبلاژ)
- فرار از زندان به جای جودی لین اویکیف در نقش گرچن مورگان (۲۰۰۹)
- افسانه دونگ‌یی (محصول کره جنوبی) به جای هان هیو جو در نقش چوی دونگ‌یی (و مدیر دوبلاژ)
- سریال ۲۴ (مجموعه تلویزیونی) در نقش کلوئی ابرایان
- گمشده (۲۰۰۴–۲۰۱۰)
- سرنوشت (محصول کره جنوبی) به جای کیم هی سان در نقش یو اون‌سو (۲۰۱۲)
- افسانه خورشید و ماه (محصول کره جنوبی) به جای جانگ یونگ نام در نقش آری
- سرنوشت یک مبارز به جای اوه یون سو در نقش ملکه ساتک‌بی (سرپرست گویندگان) (۲۰۱۱)
- دختر امپراتور به جای میونگ سه بین در نقش چه‌هوا (و مدیر دوبلاژ) (۲۰۱۳)
- سایمدانگ، خاطرات درخشان (محصول کره جنوبی) به جای اوه یون آه در نقش بانو چوی (سرپرست گویندگان) (۲۰۱۷)
- افسانه اوک‌نیو (محصول کره جنوبی) (۲۰۱۶) به جای جین سه یون در نقش اوک‌نیو

## مجموعه تلویزیونی ایرانی
- دلیران تنگستان (۱۳۵۲–۱۳۵۰) به‌جای آتش خیر در نقش نبات
- دایی‌جان ناپلئون (۱۳۵۵–۱۳۵۴) به‌جای مستانه جزایری در نقش اختر، خواهر آسپیران
- هزاردستان (۱۳۶۶–۱۳۵۸) به‌جای شهلا میربختیار در نقش قمر بانو
- پاییز صحرا (۱۳۶۵–۱۳۶۴) به‌جای نسرین پاک‌خو در نقش مستانه
- عقیق (۱۳۶۸) به‌جای فریبا کوثری
- آوای فاخته (۱۳۷۳) به‌جای شهره لرستانی
- پهلوانان نمی‌میرند (۱۳۷۶) به‌جای فریماه فرجامی در نقش اعظم‌السادات
- روشن‌تر از خاموشی (۱۳۸۱–۱۳۷۸) به‌جای فخری خوروش در نقش زینب بیگم (با لهجه آذری) و به‌جای فریماه فرجامی در نقش حکیمه خاتون
- معصومیت از دست رفته (۱۳۸۲–۱۳۸۰) به‌جای فریبا کوثری در نقش ماریا
- مختارنامه (۱۳۸۹–۱۳۸۰) به جای بهناز توکلی در نقش ام وهب

## مسابقه تلویزیونی
جادوی صدا (آموزش دوبلرهای جوان)

## بازیگری
- ۱۳۵۰ آدم و حوا (مسعود اسدالهی)